# Музей Револьтелла
Музей Револьтелла (итал. Museo Revoltella) — художественная галерея, основанная в Триесте (Италии) в 1872 году бароном Паскалем Револьтеллой.

## Здания
Здание построено в 1858 году по проекту немецкого архитектора Фридриха Гитцига. В связи с расширением коллекции в 1907 году город приобрёл расположенный неподалеку дворец Бруннера. Однако это здание было полностью введено в эксплуатацию только в 1963 году после реконструкции Карло Скарпы.

## Экспонаты
В дополнение к собранию барона город приобрёл множество других произведений, оплаченных пожертвованиями. Ныне в экспозиции представлено около 350 картин и скульптур. Во дворце Бруннера выставлены работы итальянских мастеров второй половины XIX века (третий этаж), а также произведения, приобретённые в первые десятилетия XX века (четвёртый этаж). Картины национальных художников (шестой этаж) и художников из Фриули-Венеция Джулия (пятый этаж) относятся ко второй половине XX века.

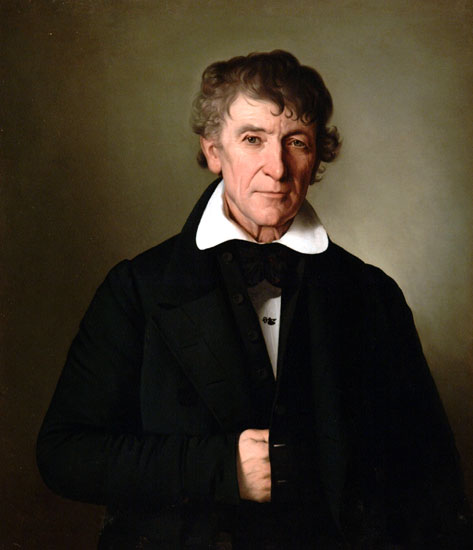
Иосип Томинц - Старик, 1840
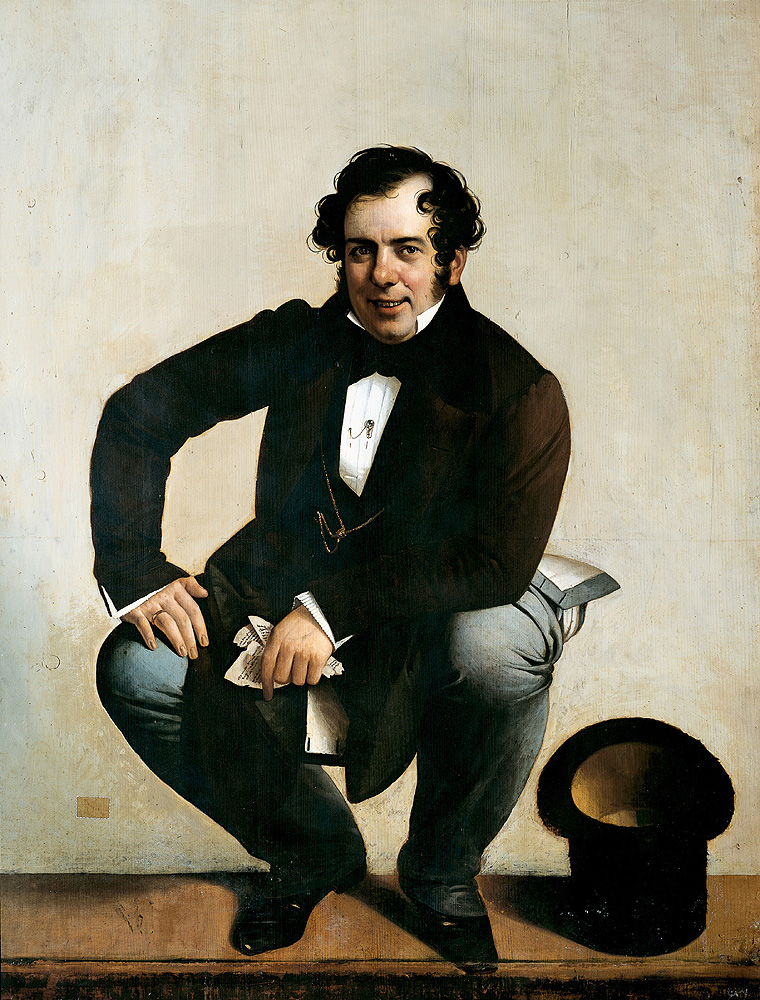
Иосип Томинц - Автопортрет, 1825
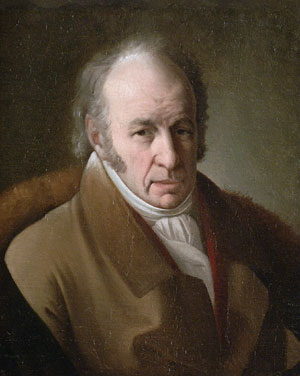
Иосип Томинц - Джузеппе Бернардино Бисон, 1830
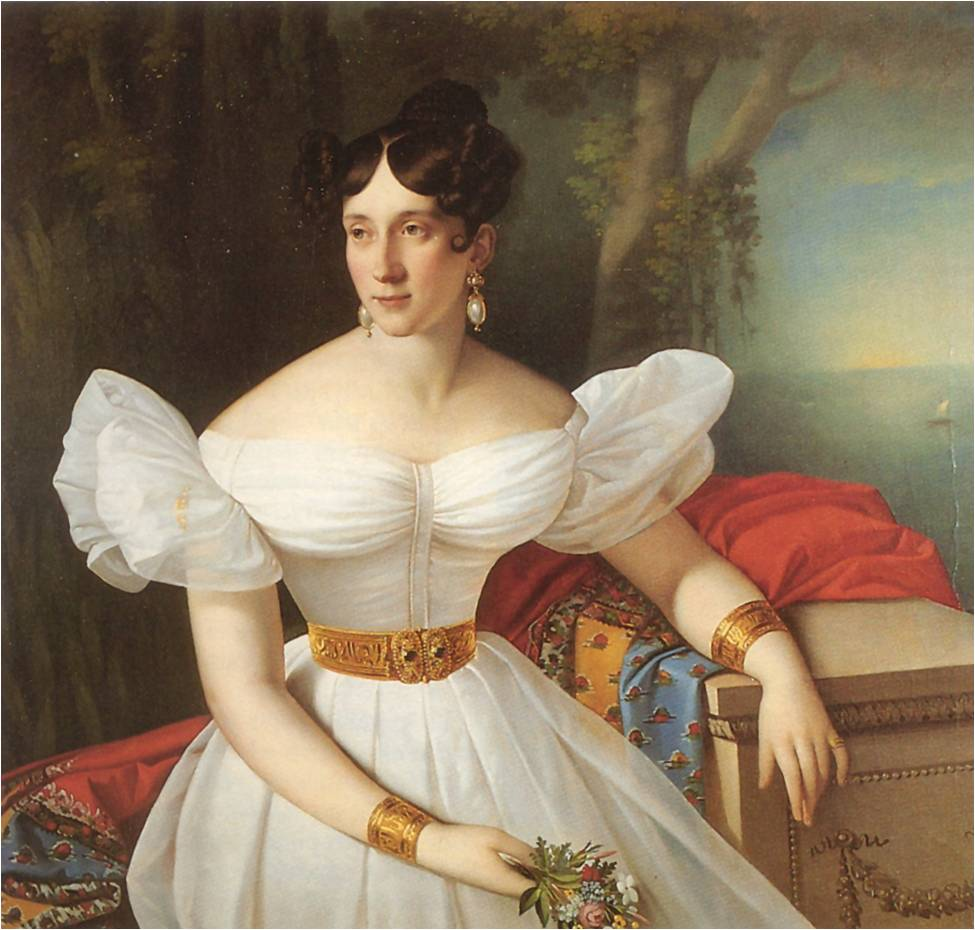
Иосип Томинц - Джузеппина Хольцкнехт, 1832
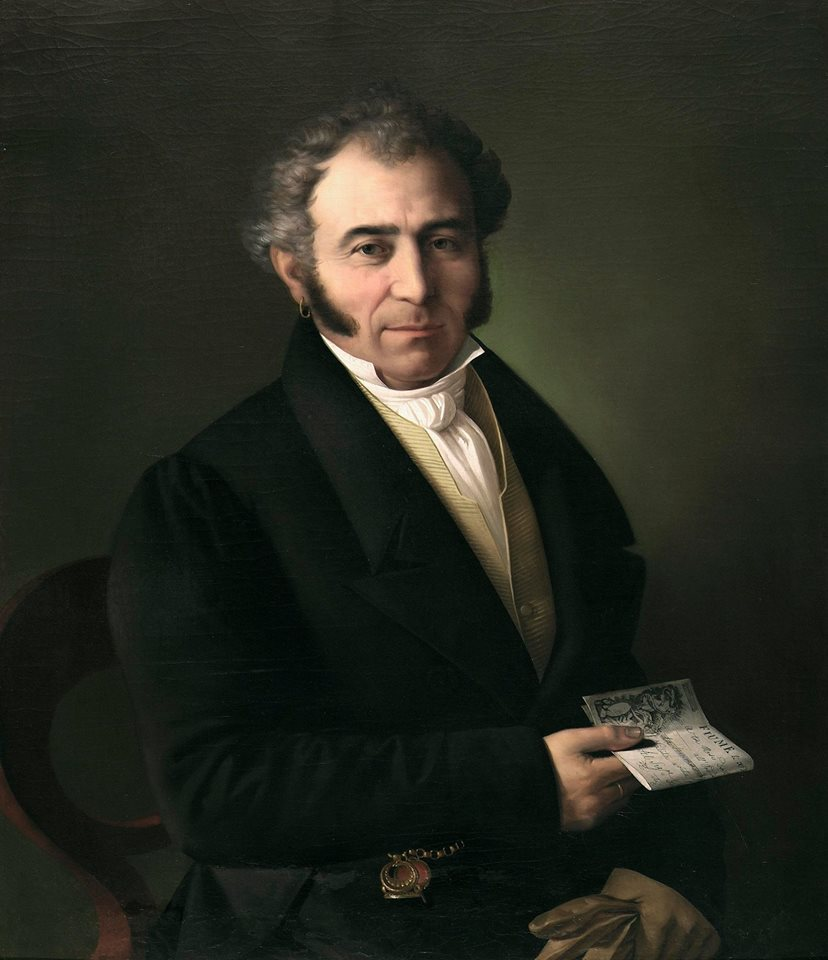
Иосип Томинц - Филиппо Амодео, 1832

## Директора музея
- Аугусто Томинц (1872—1883)
- Альфредо Томинц (1883—1926)
- Пьеро Стикотти (1927—1929)
- Эдгардо Самбо (1929—1956)
- Джулио Монтенеро (1960—1989)
- Мария Масау Дан (1992)